# Kurantmünze

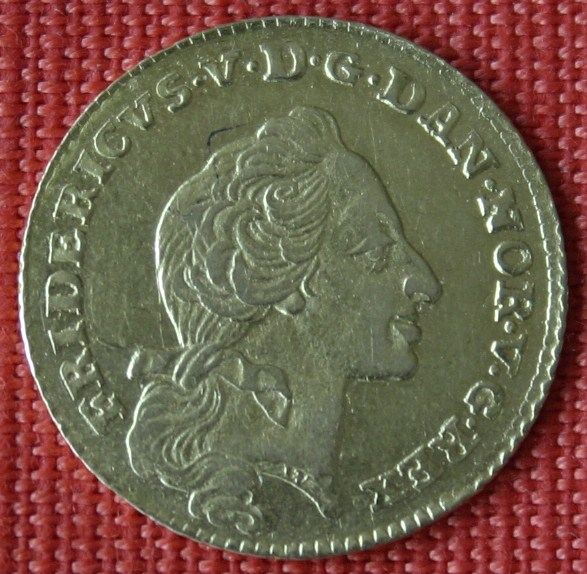
Kurant-Dukat mit dem Konterfei Frederiks V. von Dänemark aus dem Jahr 1762

Kurantmünzen (ältere Schreibweise Courantmün(t)ze, französisch courant, „laufend“; von lateinisch currere „laufen“) sind in der Numismatik Münzen, deren Metallwert mindestens dem aufgeprägten Nennwert (Münznominal) entspricht. Das Gegenstück sind die Scheidemünzen.

## Allgemeines
Eine offiziell vom Staat eingesetzte Kurantmünze ist in ihrem Währungsgebiet ein unbeschränkt gültiges Zahlungsmittel. Dies bedeutet, dass sie in beliebiger Höhe zur Begleichung von Geldschulden („zur Schuldbefreiung“) vom Gläubiger akzeptiert werden muss. Ursprünglich waren Kurantmünzen die wirklich im Geldumlauf befindlichen Münzen („klingendes Kurant“). Alle Kurantmünzen sind Warengeld – im Gegensatz zu Scheidemünzen, dem Papier- und dem Buchgeld, die alle Fiatgeld sind. Der übliche Bargeldbegriff bezog sich vor 1915 in Deutschland stets ausschließlich auf Kurantmünzen. Kurantmünzen und Scheidemünzen sind Kursmünzen.
Kurant- und Scheidemünzen waren oder sind gesetzliche Zahlungsmittel, wobei Kurantmünzen unbegrenzt in Zahlung genommen werden müssen, während der Annahmezwang für Scheidemünzen begrenzt ist. Nach § 14 Abs. 1 Satz 2 BBankG sind Eurobanknoten das einzige unbegrenzt annahmepflichtige gesetzliche Zahlungsmittel. Da Euromünzen ausschließlich zu den Scheidemünzen gehören, unterliegen sie einem begrenzten Annahmezwang.

## Geschichte
Vom Altertum bis zum Ersten Weltkrieg kam den Kurantmünzen eine sehr große Bedeutung zu. Sie waren praktisch immer aus Gold oder Silber geprägt.
Um 550 vor Christus ließ König Kroisos (deutsch „Krösus“; heute Metapher für Reichtum) in Lydien Kurantmünzen aus Gold und Silber prägen, später kamen Scheidemünzen zur Erzielung von Staatseinnahmen hinzu. Krösus wird allgemein als Erfinder der Kurantmünze angesehen. Nachweisbar seit 1208 eroberte sich der Heller als kleinste Kurantmünze nach und nach ein weites Umlaufgebiet, so dass er Anfang des 14. Jahrhunderts in ganz Süddeutschland Verbreitung fand. Das Wort Kurantmünze erschien ersichtlich jedoch erstmals 1527 bei der Inventur der Fugger als „600 ducaten corrente, 610 ducaten currenti“. Der Dukat wurde 1559 in Deutschland zur Reichsmünze erklärt.
Das faktische Gewichtsmaß des Münzfußes konnte sich mit der Zeit ändern oder zwischen verschiedenen Prägestätten abweichen. Dies war beispielsweise für die Cölnische Mark der Fall, die dem Münzfuß mehrerer Münzwährungen zu Grunde lag. So hatte die Cölnische Mark in Köln eine Masse von 233,8123 g, in Bayern von 233,95 g und in Preußen von 233,8555 g. Dies war ein Problem, weil reichseinheitlich die Münzfüße etwa des Reichstalers und des Guldens bezogen waren.
Der Metallismus zog die Kurantmünzen den Scheidemünzen vor. Diese Haltung spielt bis heute bei Edelmetallen eine Rolle: Wenn der Währungsstandard auf einem einzigen Edelmetall beruht, spricht man von Monometallismus, wenn Gold und Silber verwendet werden, von Bimetallismus. Der Metallismus wird dem ökonomischen Realismus zugerechnet. Da im Mittelalter der Nennwert nur ausnahmsweise auf Münzen aufgeprägt war, orientierte man sich am Münzgewicht und an der Legierung, da bei den Kurantmünzen Metallwert und Gewicht im Idealfall übereinstimmten.
Einige zur Münzprägung berechtigte Personen bzw. Institutionen, die Münzherren, hielten sich nicht an den vorgeschriebenen Münzfuß und brachten „unterwertige“ Münzen mit einem geringeren Gehalt an Edelmetall heraus. Sie konnten daher mit einer geringeren Menge Edelmetall eine größere Menge Münzgeld herstellen. Entweder setzte so ein schleichender Prozess der Umwandlung des entsprechenden Münznominals in eine Scheidemünze ein, oder der Münzfuß wurde offiziell an die geänderte Prägung angepasst (siehe auch: Bankotaler).
Adam Smith schrieb in seinem grundlegenden Werk „Der Wohlstand der Nationen“ im März 1776: „Da in England die Prägung nichts kostet, so kann die Kurantmünze niemals viel wertvoller sein als die Menge Rohmetall, die sie faktisch enthält“. Smith wies darauf hin, dass es nicht auf die Menge Edelmetalls ankommen, die eine Münze enthalten sollte, sondern die sie wirklich enthält. Der Nominalwert der Kurantmünzen war bis zur Aussetzung der Silber- beziehungsweise den nachfolgenden Goldstandards nach 1935 offiziell über einen Münzfuß definiert, d. h. unmittelbar durch die enthaltene Menge an Edelmetall pro Münze. Auf „Approbationstagen“, die für das Gebiet des alten Deutschen Reichs abgehalten wurden, wurden derartige Unterschiede festgestellt. Münzen, die nur kleine Unterschiede aufweisen, galten gegenseitig als vollwertig. Sie wurden im Geschäftsverkehr aber mit einem Disagio oder Agio im Vergleich zum Münznominal bzw. zur Rechnungsmünze bewertet. Diese Unterschiede im Edelmetallgehalt („Feingehalt“) der verschiedenen Münzen wurden in Valvationstabellen festgehalten.
Gold- und Silbermünzen bestanden überwiegend aus den Edelmetallen Gold und Silber, die einen Metallwert repräsentierten. Ihm stand der auf den Münzen aufgeprägte Nennwert gegenüber. Aufgrund der Wertsteigerungen des Gold- und Silberpreises konnten Metallismus und Bimetallismus nicht mehr aufrechterhalten werden, denn es gilt das Greshamsche Gesetz, wonach das schlechte Geld das gute Geld verdrängt, also eine Münzentwertung stattfindet. Der Metallwert überstieg den Nennwert, und es lohnte sich, Münzen im Rahmen der Wertaufbewahrungsfunktion zu horten und dem Geldumlauf zu entziehen. Normalerweise wurden Kurantmünzen „vollwertig“, d. h. mit einem gesetzlich festgelegten Gehalt an Edelmetall geprägt. Diese Regelungen werden historisch als Münzfuß bezeichnet. So bestimmt der Münzfuß des Wiener Münzvertrags von 1857, dass genau 30 einfache Vereinstaler aus einem Pfund Feinsilber (500 g) geprägt werden. Ein vollwertiger Kuranttaler enthielt demnach knapp 16,7 g reines Silber. Abweichungen im Edelmetallgehalt einer Kurantmünze konnte auch andere Gründe haben als betrügerische Absichten der Münzherrn. So vermindert der normale Abrieb im Umlauf den Edelmetallgehalt der Münze. Gelegentlich wurde auch vom Rand der Münzen Edelmetall abgefeilt oder auf andere Weise Material entnommen (siehe auch Passiergewicht).
Im Schweden des 18. Jahrhunderts gab es Kupferplattenmünzen mit erheblichem Gewicht vom ein- bis mehrfachen Talernominal, da hier das wesentlich billigere Kupfer den Münzwert zu decken hatte und Münzsilber knapp war. In Russland waren Anfang des 19. Jahrhunderts auch Dukaten-Münzen zu 3, 6 und 12 Rubel aus Platin im Umlauf. Spätere Platinmünzen waren meistens Abschläge von kursierenden (Gold-)Münzen oder vergoldete Fälschungen zu einer Zeit, als Platin noch weniger Wert hatte als Gold. Die großen und schweren kupfernen russischen 1/4- bis 5-Kopeken-Stücke (Pjataks) und die englischen 1- und 2-Penny-Münze (Cartwheel Penny) des ausgehenden 18. Jahrhunderts könnten auch fast als „Kleinkupferkurantmünzen“ angesehen werden, da sie die vormaligen wesentlich kleineren silbernen Nominale ablösten und anfangs keine Scheidemünzen sein sollten.
In einer relativ kurzen Phase um 1865 bis 1875 gab es in Deutschland und in der Lateinischen Münzunion Bimetallismus, d. h. Gold und Silber waren relativ zueinander fast wertstabil im Verhältnis 1 : 15,5, so dass Gold und Silber einige Jahre lang gleichzeitig gleichberechtigte Kurantmünzen waren; dann verfiel allerdings der Silberpreis. Vom Kurantgeld zu unterscheiden war das so genannte Bankgeld, das es in verschiedenen deutschen Regionen parallel zum umlaufenden Kurantgeld gab und das einen hiervon abweichenden Wert besaß. So existierte in Hamburg ab 1725 und bis 1871/74 neben der Hamburger Mark Kurant (oder Mark Courant) die dem Geschäftsverkehr vorbehaltene Mark Banco, die bei gleichem Nominalwert einen um etwa ein Viertel höheren Wert besaß. Die beiden Währungen hatten trotz gleichen Geltungsgebiets keinen festen Umrechnungskurs zueinander.
Kurantmünze 20 Goldmark Deutschland 1871 bis 1915
In Deutschland waren bis zur Einführung der Goldmark im Jahre 1871 alle großen (groben) Silbermünzen Kurantmünzen und das meistens bis zum 1/6 Taler herunter. Der letzte deutsche Kurantgroschen war der sächsische Groschen im 13-1/3-Talerfuß von 1827 mit dem Gepräge „24 einen Taler, 320 eine feine Mark“. Nach dem Gesetz vom 4. Dezember 1871 („Gesetz, betreffend der Ausprägung von Reichsgoldmünzen“) waren in mehreren Paragraphen der Münzfuß, die Legierung und Toleranzen (Remendium) sowie das Passiergewicht für die 10- und 20-Mark-Goldmünzen – offiziell als „Kronen“ und „Doppelkronen“ bezeichnet – festgelegt worden:
- Münzfuß: 69 3/4 Stück aus 1 Pfund (500 g) Feingold (entspricht theoretisch 7,16845 g Feingold pro 20-Mark-Münze),
- Legierung: 900 Teile Feingold und 100 Teile Kupfer,
- (Fertigungs-)Toleranzen: 2/1000 Teile vom Feingewicht und 2,5/1000 Teile vom Raugewicht,
- Passiergewicht: 5/1000 Teile vom Raugewicht.

Kurantmünzen, die unterhalb des Passiergewichtes wogen, brauchten von den deutschen Reichskassen nicht mehr in vollgewichtige Münzen zu Lasten des Reiches umgewechselt werden. In der Praxis erfolgte das dennoch, sofern sie keine Beschädigungen aufwiesen – also nur etwas stärker durch den Umlauf abgenutzt waren. Viele Händler und Kaufleute führten damals eine kleine, zusammenklappbare Münzwaage, oft noch mit einer Durchmesserlehre ausgestattet, zur Gewichts- und Durchmesserkontrolle für 5-, 10- und 20-Mark-Goldmünzen mit sich. Teilweise wurden auch noch die silbernen 5-Mark bis 20-Pfennig-Scheidemünzen und die noch bis 1908 gültigen Talermünzen mit Münzwaagen im täglichen Handel auf Verfälschung geprüft. Einfache Vereinstaler behielten de jure ihre Kurantgeld-Eigenschaft noch bis zu ihrer Außerkurssetzung im Jahre 1907. Die Silbermünzen in Mark-Währung des Kaiserreichs hingegen waren von Anfang an Scheidemünzen und mussten nur bis zu einer Höhe von 20 Mark angenommen werden; für Pfennig-Münzen galt nur eine Mark als begrenzter Annahmezwang.
Die Begriffe „Kurant- und Scheidemünze“ wurden seit etwa 1871 im offiziellen Sprachgebrauch vermieden, sind jedoch im österreichischen Recht noch heute gebräuchlich. Das letzte deutsche Kurantgeld waren die 20- und 10-Mark-Stücke, die bis August 1914 noch im Umlauf blieben. Das im Jahre 1915 noch geprägte goldene preußische 20-Mark-Stück kam nicht mehr in Umlauf. Erst ab dem 1. Januar 1910 galten im Deutschen Reich Banknoten als gesetzliches Zahlungsmittel mit unbegrenzt schuldbefreiender Wirkung. In der Fachliteratur ab etwa 1920 und in der Banksprache wurden gelegentlich alle „kursierenden“ Münzen, also auch Scheidemünzen, als „Kurantmünzen“ bezeichnet.

## Heutige Entwicklung
Heute ist der Wert von Kursmünzen – und erst recht Banknoten –, die als gesetzliche Zahlungsmittel eingesetzt werden, meist nicht mehr durch ihren Materialwert gedeckt. Auch sind die Zahlungsmittel nicht mehr nach einem festgelegten Kurs auf Verlangen in Edelmetall umtauschbar. Es handelt sich um Kredit- und nicht mehr um Kurantgeld (siehe auch Fiatgeld). Herstellungskosten und der Materialwert von Münzen sind nicht gleich. Ein gutes Beispiel war die letzte deutsche 1-Pfennig-Münze, die in der Herstellung ca. 2 Pfennig kostete, aber im Materialwert deutlich unter einem Pfennig lag. Bei Kurantmünzen wurden früher dagegen die relativ geringen Herstellungskosten und Beilegierungskosten im Vergleich zum hohen Nominalwert der Kurantmünze vernachlässigt; sie betrugen bei Goldmünzen weit unter 1 % und bei den Talern maximal 3 %. Siehe auch Seigniorage oder Schlagschatz.
Bei modernen Edelmetallmünzen, die am Bankschalter oder im Münzhandel angeboten werden, handelt es sich nicht um Kurantmünzen, da sie nicht für den Zahlungsverkehr, sondern für Anleger (Anlagemünzen, Bullionmünzen) oder Sammler geprägt werden. Meistens tragen sie eine Nominalangabe einer Währung, die aber wesentlich unter ihrem (Gold-, Platin-, Silber-) Materialwert liegt. Durch Inflation und/oder Metallpreiserhöhungen kann sich eine Scheidemünze über die Jahre hinweg durchaus langsam zu einer „Kurantmünze“ entwickeln, welchem dann verschiedene Länder durch den Wegfall der kleinsten Münznominale, Münzmaterialverbilligung (Aluminium- statt vormaliger Kupferlegierung), Feingehaltverringerungen oder kleineren Münzabmessungen begegneten. Beispiele sind der Wegfall des britischen Farthings (1/4 d) ab 1957, Wegfall der 1- und 2-Rappen-Stücke in der Schweiz, Umstellung der 5-Schilling-Münzen von Silber auf Kupfer-Nickel in Österreich ab 1968, Umstellung der 5-DM-Kursmünzen von Silber auf Nickelkern mit Kupfer-Nickel plattiert 1975. Als Beispiel einer zeitgenössischen Umlaufmünze, deren Metallwert beinahe dem Nominalwert gleichkommt, die somit als „moderne Kurantmünze“ gelten kann, ist das 5-US-Cent-Stück (Nickel). Es wiegt 5 Gramm und wird aus Kupfernickel (Cu75Ni25) angefertigt. Der Metallwert beläuft sich auf 4,3 US-Cent (Stand: 24. Oktober 2014).

## Numismatik
Deshalb beschäftigt sich die moderne Numismatik unter anderem mit der Frage, in welchem Verhältnis der Metallwert (also dem Marktwert der in einer Münze verarbeiteten Metalle) zu dem aufgeprägten Nennwert (also die Denomination) steht.
Bei Kurantmünzen ist der Nennwert ({\displaystyle NW}) mindestens so hoch wie der Metallwert ({\displaystyle MW}), es gilt die Nennwertgleichung:
{\displaystyle NW\leq MW+P_{k}+MG}.
Dabei sind {\displaystyle P_{k}} die Prägekosten und {\displaystyle MG} der Münzgewinn.
Da Edelmetalle wegen ihrer geringen relativen Reichweite einer natürlichen Knappheit unterliegen, ist die Wahrscheinlichkeit groß, dass die Gold- und Silberpreise ansteigen und somit bei Gold-, Silber- sowie Palladium- und Platinmünzen wegen der Wertaufbewahrungsfunktion eine Hortung erfolgt mit der Konsequenz, dass sie dem Geldumlauf entzogen werden. Aus diesem Grunde dominieren im heutigen Zahlungsverkehr die Scheidemünzen, zu denen auch alle Euromünzen gehören.

## Wirtschaftliche Aspekte
Kurantmünzen zählen dagegen zu den Anlage- und Sammlermünzen. So ist beispielsweise die US-amerikanische Goldmünze Eagle ein gesetzliches Zahlungsmittel in den USA. Ihrem Nennwert von 10 US-Dollar steht ein Metallwert (½ Unze Feingold) von 850 US-Dollar (Stand: Oktober 2022) gegenüber, sodass niemand mit der Münze zahlen wird, weil er dann nur eine Gegenleistung von 10 US-Dollar erwarten darf. Das gilt auch unter anderem für die Wiener Philharmoniker. Es lohnt sich, diese Münzen zu horten, um an den Wertsteigerungen des Metallwertes partizipieren zu können und sie im Münzhandel zum aktuellen Marktwert zu verkaufen.